# 蒙郡公立學校

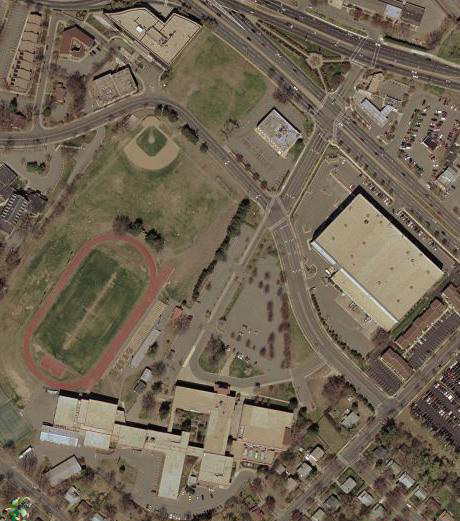
Richard Montgomery高中

蒙郡公立學校（英語：Montgomery County Public Schools，簡稱 MCPS）是馬利蘭州最大的学区，总部在蒙哥马利县羅克維爾。
MCPS 营运200間学校（131間小学、38間初中、25間高中、1間「Career and technology center」和7間「special schools」），有144,064名学生。